# Marguerite Duras
Marguerite Germaine Marie Donnadieu (phát âm tiếng Pháp: [maʁɡ(ə)ʁit ʒɛʁmɛn maʁi dɔnadjø], 4 tháng 4 năm 1914 – 3 tháng 3 năm 1996), được biết với bút danh Marguerite Duras (tiếng Pháp: [maʁɡ(ə)ʁit dyʁas]), là một tiểu thuyết gia, kịch tác gia, biên kịch, nhà viết tiểu luận và nhà làm phim thể nghiệm người Pháp. Kịch bản cho bộ phim Hiroshima mon amour (1959) của bà đã được nhận đề cử Giải Oscar cho kịch bản gốc xuất sắc nhất.

## Niên thiếu và giáo dục

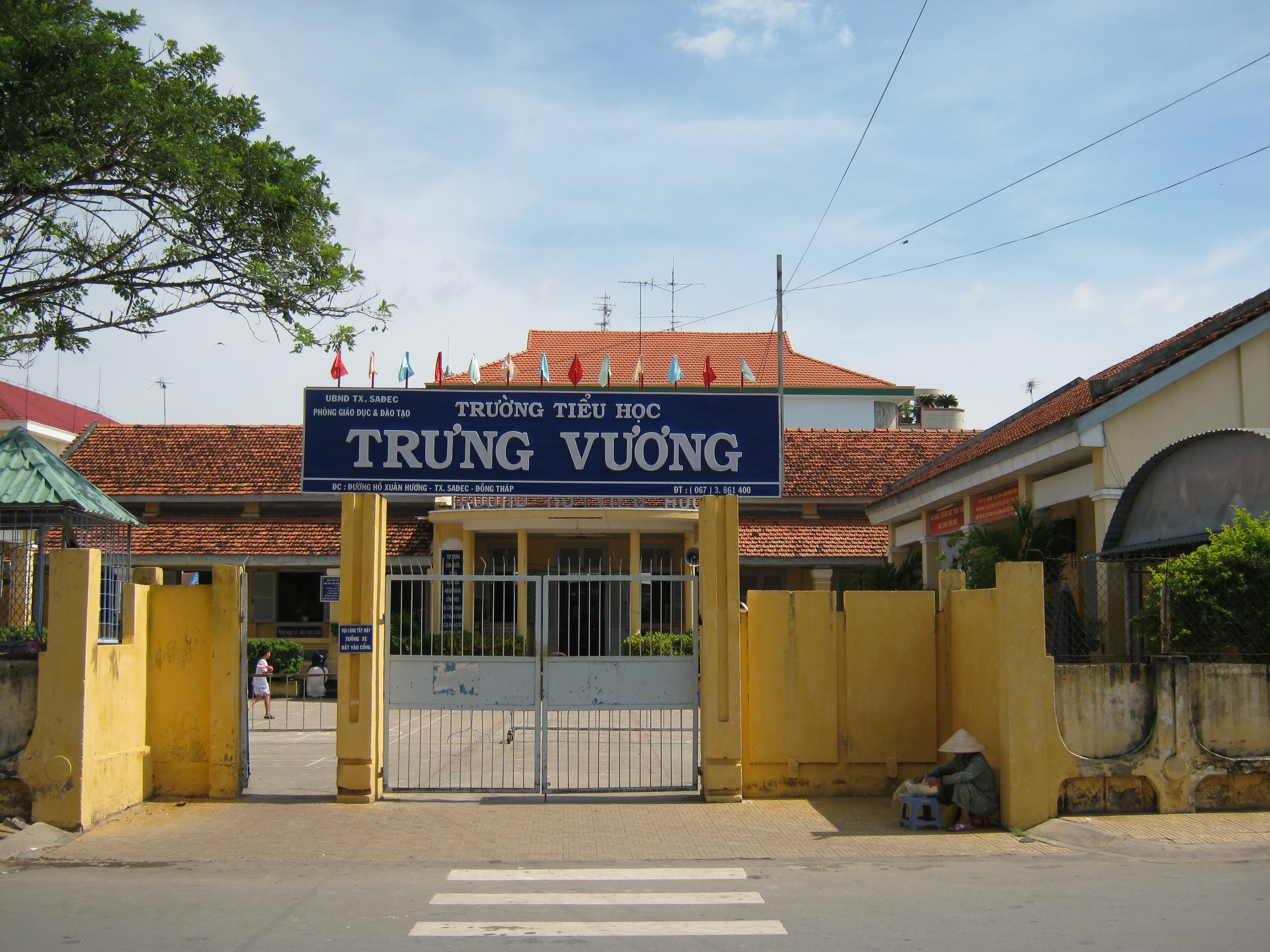
Trường École De jeunes filles tức trường Tiểu học Trưng Vương tại trung tâm Sa Đéc ngày nay.

Duras sinh ra tại Gia Định, Nam Kỳ, Liên bang Đông Dương (nay thuộc Việt Nam) với tên khai sinh Margarite Donnadieu, là con gái duy nhất trong trong gia đình có cha mẹ đều là giáo viên, đã tới định cư ở vùng đất thuộc địa theo lời kêu gọi của chính quyền Pháp.
Cha và mẹ bà là Henri và Marie Donnadieu, đã rời bỏ nước Pháp sang Đông Dương sau khi mới lấy nhau. Cuộc hôn nhân này đều là lần thứ 2 của họ. Từ năm 1913 đến 1917, gia đình họ sống ở Sài Gòn, sau đó chuyển đến Hà Nội. Marguerite có người anh nghiện ngập nhiều lần lấy cắp tiền và người em trai thì quá yếu đuối. Cha bà là giáo sư toán, quay về Pháp năm 1918 rồi mất vì bệnh kiết lị. Mẹ bà làm giáo viên tiểu học với đồng lương khốn khó đã ở vậy nuôi 3 người con trong cảnh nghèo túng. Mẹ bà trải qua nhiều nhiệm sở Hà Nội, Phnôm Pênh, Vĩnh Long rồi sau được bổ nhiệm là hiệu trưởng Trường École de jeunes filles (nay là trường tiểu học Trưng Vương) ở Sa Đéc, Đồng Tháp.
Năm 1928, bà Donnadieu khánh kiệt vì đã dồn hết tiền để dành đổ vào miếng đất ở Campuchia thuê lại của chính quyền thuộc địa, một phần để xây bờ đê (nhiều lần) chắn biển tràn vào đất trồng trọt, phần khác để kiện tụng các viên chức thuộc địa đã lừa gạt bà. Ký ức này đã truyền cảm hứng cho tác phẩm Bờ đê chắn biển (Un barrage contre le Pacifique) của bà.
Ký ức về người cha của Marguerite Duras hầu như không rõ ràng bởi ông đã qua đời khi bà mới lên 4. Catherine Bouthors - Paillart thì cho rằng ông mất năm Marguerite 7 tuổi rưỡi. Sau này Duras kể lại rằng cuộc sống của gia đình bà giáo không hạnh phúc, gọi đúng phải là bi kịch. Dù không phải đói, nhưng rất khổ, có lúc họ phải ăn cả đồ lòng cò, vạc, cá sấu.
Trải qua tuổi thơ và thời niên thiếu ở Việt Nam, những kỷ niệm ở đây đã gợi nên nhiều cảm hứng và in đậm trong những tác phẩm của bà. Ở tuổi 17, Duras trở về Pháp, quê gốc của cha mẹ, và bắt đầu học lấy bằng toán học, nhưng sớm bỏ ngang để tập trung vào khoa học chính trị, sau đó là luật. Sau khi hoàn thành việc học, đến năm 1941, bà làm việc cho chính phủ Pháp ở Bộ Thuộc địa; trong những năm 1930, bà cũng đổi tên thành Marguerite Duras, theo tên một làng ở vùng Lot-et-Garonne, nơi có ngôi nhà của cha mẹ. Năm 1939, bà cưới nhà văn Robert Antelme.

Trong Chiến tranh thế giới thứ 2, từ 1942 tới 1944, Duras làm việc cho chính phủ Vichy trong một văn phòng phân bổ hạn ngạch giấy cho các nhà xuất bản và trong quá trình vận hành một hệ thống kiểm duyệt sách de facto. Bà cũng trở thành một thành viên tích cực của Đảng Cộng sản Pháp (PCF) và là thành viên của phong trào Kháng chiến Pháp với tư cách là thành viên của một nhóm nhỏ bao gồm cả François Mitterrand, sau này trở thành Tổng thống Pháp và vẫn là bạn suốt đời của Duras. Người chồng của bà, Antelme, bị bắt và bị gửi tới trại tập trung Buchenwald vào năm 1944 vì dính líu tới phong trào Kháng chiến, và gần như không thể sống sót khi rời khỏi trại tập trung Dachau (cân nặng khi ông được phóng thích, theo Duras, chỉ là 38 kg). Năm 1945, mặc dù đã có ý muốn ly dị, nhưng bà vẫn ở lại chăm sóc chồng một năm sau khi ông rời khỏi trại tập trung, và 2 ông bà chia tay ngay sau khi ông hồi phục.

## Sự nghiệp
Duras được biết tới vào năm 1950 với cuốn tự truyện Un barrage contre le Pacifique. Những tác phẩm sau của bà đã góp phần làm mới cho thể loại tiểu thuyết. Năm 1984, Duras đoạt giải thưởng Goncourt với Người tình (L'Amant), cuốn tiểu thuyết viết về cuộc tình nồng nàn và lãng mạn giữa bà với điền chủ gốc Hoa giàu có Huỳnh Thủy Lê tại Sa Đéc. Cả hai bắt đầu gặp gỡ nhau trên một bến phà nối liền Vĩnh Long và Sa Đéc hơn 75 năm trước, khi bà và gia đình đến sống tại Sa Đéc. Người tình là một thành công lớn, với giải thưởng Goncourt năm 1984, được dịch ra hơn 40 thứ tiếng và được dựng thành phim vào năm 1992.
Tác phẩm Duras gồm khoảng bốn mươi tiểu tuyết và mười vở kịch. Bà cũng đã thực hiện nhiều bộ phim, trong đó có India Song và Les enfants. Cuộc đời của Duras cũng như một cuốn tiểu thuyết. Bà không ngừng viết, những câu chuyện về nỗi đau, về bão tố, về rượu và những nỗi muộn phiền, về những lời nói và sự im lặng...
Những tác phẩm đầu của Duras thường được viết theo một dạng nhất định (tính chất lãng mạn của chúng đã bị nhà văn bạn Raymond Queneau chỉ trích), nhưng kể từ Moderato Cantabile bà đã thử các lối viết mới, đặc biệt là cắt bỏ những đoạn văn dài để làm tăng phần quan trọng của những gì không được viết ra.
Bà thường được xếp vào phong trào Tiểu thuyết mới trong văn học Pháp. Các phim của bà cũng mang tính chất thực nghiệm, thường tránh dùng âm thanh thu cùng hình ảnh mà dùng lời của người kể truyện, không phải để kể lại câu truyện mà để ám chỉ đến một truyện có thể xảy ra với các hình ảnh đó. Năm 1989, bà được trao Giải quốc gia Áo cho Văn học châu Âu.

## Đời tư
Năm 1939, Duras kết hôn với nhà thơ Robert Antelme. Họ có một con trai đã qua đời vào năm 1942. Cùng năm đó, Marguerite Duras làm quen với người tình sau này là Dionys Mascolo. Marguerite Duras và Robert Antelme từng tham gia kháng chiến chống phát xít Đức. Một lần đội của họ bị mai phục, Marguerite Duras trốn thoát nhờ sự giúp đỡ của François Mitterrand nhưng Robert Antelme bị bắt và bị gửi tới một trại ngày 1 tháng 6 năm 1944. Năm 1945, mặc dù đã có ý muốn ly dị, nhưng bà vẫn ở lại chăm sóc chồng một năm sau khi Antelme ra khỏi trại tập trung Dachau. Bà đã kể lại thời kỳ đó trong cuốn La Douleur. Họ ly dị vào năm 1946. Duras cũng từng gia nhập Đảng cộng sản Pháp nhưng bị khai trừ vào năm 1955.

## Qua đời
Những năm cuối đời, Marguerite Duras còn có một mối tình với Yann Andréa, một sinh viên trẻ say mê các tác phẩm của bà, kém Duras tới 38 tuổi. Andréa thuộc giới đồng tính luyến ái và nhận làm người bạn đường suốt quãng đời còn lại của bà. Mặc dù đã bị liệt cánh tay mặt và đi lại khó khăn, bệnh gan thận vì nghiện rượu nhưng Duras vẫn sáng tác bằng cách đọc cho Andréa chép rồi đánh máy lại. Chính Duras nhìn nhận cuốn "M.D." (1983) Andréa viết về bà đã gợi hứng cho bà viết "L'Amant".
Marguerite Duras mất ngày 3 tháng 3 năm 1996 ở Paris, được chôn cất tại Nghĩa trang Montparnasse. Trên bia mộ của bà khắc hai đóa hoa và hai chữ viết tắt M.D. của tên tuổi Marguerite Duras cùng hai tấm chân dung, một khi còn trẻ và một khi đã già.

## Tác phẩm

### Văn học
- Les Impudents, Nhà xuất bản Plon, 1943.
- La Vie tranquille, Gallimard, 1944.
- Un barrage contre le Pacifique, Gallimard, 1950.
- Le Marin de Gilbaltar, Gallimard, 1950.
- Les Petits chevaux de Tarquinia, Gallimard, 1953.
- Des journées entières dans les arbres, Le Boa, Madame Dodin, Les Chantiers, Gallimard, 1954.
- Le Square, Gallimard, 1955.
- Moderato Cantabile, Les Éditions de Minuit, 1958.
- Les Viaducs de la Seine et Oise, Gallimard, 1959.
- Hiroshima mon amour, Gallimard, 1960.
- L'après-midi de M. Andesmas, Gallimard, 1960.
- Le Ravissement de Lol V. Stein, Gallimard, 1964.
- Théâtre I: les Eaux et Forêts-le Square-La Musica, Gallimard, 1965.
- Le Vice-consul, Gallimard, 1966.
- L'Amante Anglaise, Gallimard, 1967.
- Théâtre II: Suzanna Andler-Des journées entières dans les arbres-Yes, peut-être-Le Shaga-Un homme est venu me voir, Gallimard, 1968.
- Détruire, dit-elle, Les Éditions de Minuit, 1969.
- Abahn Sabana David, Gallimard, 1970.
- L'Amour (Người tình), Gallimard, 1971.
- "Ah! Ernesto", Hatlin Quist, 1971.
- India Song, Gallimard, 1973.
- Nathalie Granger, tiếp theo La Femme du Gange, Gallimard, 1973.
- Le Camion, tiếp theo Entretien avec Michelle Porte, Les Éditions de Minuit, 1977.
- L'Eden Cinéma, Mercure de France, 1977.
- Le Navire Night, tiếp theo Césarée, les Mains négatives, Aurélia Steiner, Mercure de France, 1979.
- Vera Baxter ou les Plages de l'Atlantique, Albatros, 1980.
- L'Homme assis dans le couloir, Les Éditions de Minuit, 1980.
- L'Eté 80, Les Éditions de Minuit, 1980.
- Les Yeux verts, trong les Cahiers du cinéma, n°312-313, tháng 6 năm 1980 và lần xuất bản mới năm 1987.
- Agatha (Người tình Hoa Bắc), Les Éditions de Minuit, 1981.
- Outside, Albin Michel, 1981.
- L'Homme atlantique, Les Éditions de Minuit, 1982.
- Savannah Bay, Les Éditions de Minuit, 1982, lần xuất bản thứ hai năm 1983 có viết thêm.
- La Maladie de la mort, Les Éditions de Minuit, 1982.
- Théâtre III: -La Bête dans la jungle, dựa theo Henry James, adaptation de James Lord và M. Duras; -Les Papiers d'Aspern, dựa theo H. James, adaptation de M. Duras và Robert Antelme; -La Danse de mort, dựa theo August Strindberg, adaptation de M. Duras, Gallimard, 1984.
- L'Amant, Les Éditions de Minuit, 1984; giải Goncourt.
- La Douleur, POL, 1985.
- La Musica deuxième, Gallimard, 1985.
- Les Yeux bleus Cheveux noirs, Les Éditions de Minuit, 1986.
- La Pute de la côte normande, Les Éditions de Minuit, 1986.
- La Vie matérielle, POL, 1987.
- Emily L., Les Éditions de Minuit, 1987.
- La Pluie d'été, POL, 1990.
- L'Amant de la Chine du Nord, Gallimard, 1991.

### Điện ảnh
- 1967: La Musica
- 1969: Détruire, dit-elle
- 1972: Jaune le soleil
- 1972: Nathalie Granger
- 1974: La Femme du Gange
- 1975: India Song
- 1976: Des journées entières dans les arbres
- 1976: Son nom de Venise dans Calcutta désert
- 1977: Le Camion
- 1977: Les Plages de l'Atlantique (Baxter, Vera Baxter)
- 1978: Les Mains négatives (phim ngắn)
- 1978: Cesarée
- 1979: Aurélia Steiner (Vancouver) (phim ngắn)
- 1979: Aurelia Steiner (Melbourne) (phim ngắn)
- 1979: Le Navire Night
- 1981: Agatha et les lectures illimitées
- 1981: L'Homme atlantique
- 1982: Il Dialogo di Roma (phim tài liệu)
- 1984: Les Enfants